# Koningsklasse in de motorsport
De Koningsklasse is in de motorsport de aanduiding voor de klasse van motoren waarmee de snelste races worden gereden. 
Met de term Koningsklasse werd tot en met 2001 de 500cc-klasse in de Grand Prix-wegraces aangeduid. Koningsklasse omdat de racemotoren in deze klasse het meeste vermogen hadden. Traditioneel was dit de allersnelste klasse. Er werd ook wel geracet met 'zwaardere' motoren, dat wil zeggen met meer cilinderinhoud, zoals 750 cc, maar door het hogere gewicht waren deze meestal toch minder snel dan de machines in de 500 cc. 
Tot halverwege de jaren zeventig bestond de Koningsklasse vooral uit Engelse en Italiaanse viertaktmachines. Daarna werd de vlag overgenomen door Japanse tweetaktmachines. De aandacht van het publiek gaat het meest uit naar de Koningsklasse, in Nederland vooral tijdens de gloriedagen van de Grote Drie en later Jurgen van den Goorbergh. De Koningsklasse vormt het hoogtepunt op elke Grand Prix. De laatste overwinning in de Koningsklasse door een privéteam is op naam van Jack Middelburg. 
Vanaf 2002 is de 500cc-klasse vervangen door de MotoGP-klasse. Dit zijn voornamelijk viertaktmotoren tot 990 cc. Deze exotische en kostbare machines zijn volgestopt met de snelste en meest geavanceerde techniek die voorhanden is. Vanaf 2007 is de cilinderinhoud van de motoren gelimiteerd op 800 cc. 
De 5-cilinder Honda RC211V van Valentino Rossi haalde in 2002 een geschat topvermogen van 230 pk bij 15.000 toeren per minuut. Met een gewicht van slechts 145 kg dus slechts 0,43 kg/pk. 
De machine kan theoretisch een topsnelheid van 340 km/u behalen. (bron?) 
De MotoGP-klasse is meer dan ooit de Koningsklasse van de wegrace-sport.